# The Power of Love (Huey Lewis and the News)
The Power of Love is een nummer van de Amerikaanse band Huey Lewis and the News uit 1985. Het is de eerste single van hun vierde studioalbum Fore! Ook staat de single op de soundtrack van de film Back to the Future, eveneens uit 1985.

## Achtergrond
De plaat werd wereldwijd een grote hit. In thuisland de Verenigde Staten was "The Power of Love" goed voor een nummer 1-positie in de Billboard Hot 100. In Canada, Australië en Japan werd eveneens de nummer 1-positie behaald. In Nieuw-Zeeland werd de 3e positie bereikt, Zuid-Afrika de 4e, Zimbabwe de 7e, Ierland de 5e en in het Verenigd Koninkrijk de 11e positie in de UK Singles Chart.
In Nederland was de plaat op maandag 2 september 1985 AVRO's Radio en TV-Tip op Hilversum 3 en werd een radiohit in de destijds drie hitlijsten op de nationale popzender. De plaat bereikte de 20e positie in de Nederlandse Top 40, de 26e positie in de Nationale Hitparade en piekte in de TROS Top 50 op de 18e positie. In de Europese hitlijst op Hilversum 3, de TROS Europarade, bereikte de plaat de 17e positie.
In België bereikte de single eveneens de 17e positie in zowel de voorloper van de Vlaamse Ultratop 50 als de Vlaamse Radio 2 Top 30. In Wallonië werd géén notering behaald.
In de sinds december 1999 jaarlijks uitgezonden NPO Radio 2 Top 2000 van de Nederlandse publieke radiozender NPO Radio 2 stond de plaat van 1999 tot 2004 genoteerd, net als hoogste notering een 1460e positie in 2000.

## NPO Radio 2 Top 2000
| Nummer met noteringen in de NPO Radio 2 Top 2000 | '99  | '00  | '01  | '02  | '03  | '04  |
| ------------------------------------------------ | ---- | ---- | ---- | ---- | ---- | ---- |
| The Power of Love                                | 1634 | 1460 | 1780 | 1495 | 1952 | 1961 |

1. ↑  Een vetgedrukt getal geeft de hoogste notering aan.
2. ↑  Deze tabel is bijgewerkt tot en met de laatste editie (2024).